# Арслан, Толгай
Толгай Арслан (тур. и нем. Tolgay Arslan; 16 августа 1990, Падерборн) — немецкий футболист турецкого происхождения, полузащитник клуба «Мельбурн Сити».

## Клубная карьера
Толгай Арслан родился в Падерборн в турецкой семье, происходящей из анатолийского города Чорум. Его отец, агент по недвижимости, переехал в Германию, когда ему было 11 лет. Арслан начал играть в футбол в возрасте шести лет, когда его отец взял его с собой на игру местного клуба «Грюн-Вайс Падерборн», в котором мальчик и начал заниматься футболом. В 2003 году он перебрался в дортмундскую «Боруссию», где продолжил тренироваться в юношеских и молодёжных командах клуба.
Летом 2009 года Арслан перешёл на правах свободного агента в «Гамбург». 23 сентября 2009 года он дебютировал за главную команду клуба, заменив на 70-й минуте матча второго раунда Кубка Германии 2009/10 нападающего Маркуса Берга. 17 октября того же года Арслан впервые появился на поле в матче немецкой Бундеслиге, выйдя в стартовом составе в домашнем поединке против леверкузенского «Байера». Сезон 2010/11 футболист провёл, выступая за клуб Второй Бундеслиги «Алемания» из Ахена. 21 сентября 2010 года он забил свой первый гол во Второй Бундеслиге, выведя свою команду вперёд в гостевой игре с «Франкфуртом». Летом 2011 года Арслан вернулся в «Гамбург». 24 февраля 2012 года он впервые отметился забитым мячом в Бундеслиге, принесшим гостевую ничью с мёнхенгладбахской «Боруссией».
В начале 2015 года Арслан перешёл в турецкий «Бешикташ». 26 февраля 2015 года он забил единственный и победный мяч в домашнем поединке 1/16 финала Лиги Европы против английского «Ливерпуля».
31 января 2019 года Арслан перешёл в «Фенербахче», заключив контракт на 3,5 года с возможностью продления ещё на сезон.

## Достижения
«Бешикташ»
- Чемпион Турции (2): 2015/16, 2016/17

Индивидуальные
- Команда сезона А-Лиги по версии ПФА: 2023/24[11]
- Игрок сезона «Мельбурн Сити»: 2023/24[12]
- Участник Матча всех звёзд А-Лиги: 2024[13]